# Pseudandroya
Pseudandroya is een geslacht van kevers uit de familie bladkevers (Chrysomelidae).
De wetenschappelijke naam van het geslacht werd in 1952 gepubliceerd door Spaeth in Hincks.

## Soorten
- Pseudandroya livingstonei (Baly, 1864)